# الیتی
الیتی (به لاتین: Aliti) یک منطقهٔ مسکونی در موزامبیک است که در Cabo Delgado Province واقع شده‌است.